# Zupy japońskie
Zupy japońskie występują w różnych odmianach, jednak najczęściej przyrządzane są na bazie dashi. Wywarem tym zalewa się przygotowane przedtem składniki, ułożone w miskach. Pod tym względem zupy japońskie różnią się więc od zup europejskich (które powstają w wyniku gotowania wszystkich składników) i temu właśnie zawdzięczają specyficzny smak. 
Tradycyjną, podstawową zupą jest miso-shiru przygotowywaną na bazie wywaru ze sfermentowanej soi – miso. Istnieją jej różne odmiany, mniej lub bardziej gęste i o różnej barwie – od jasnożółtej do ciemnobrązowej. Jej składniki, jak i konsystencja zależne są od regionu oraz pory roku. Żadnej jednak zupy nie zagęszcza się w Japonii śmietaną czy mąką.
Popularną zupą japońską jest także suimono, klarowna zupa bulionowa ze składnikami i dodatkami unoszącymi się w niej i na niej, sporządzana z wodorostów kombu (różne gatunki listownicy), wiórków ryby bonito, sake, shōyu i suszonych sardynek.
Japońska zupa z wywaru na mięsie (np. wieprzowiny) to rāmen. Jest to potrawa o rodowodzie chińskim.

## Galeria

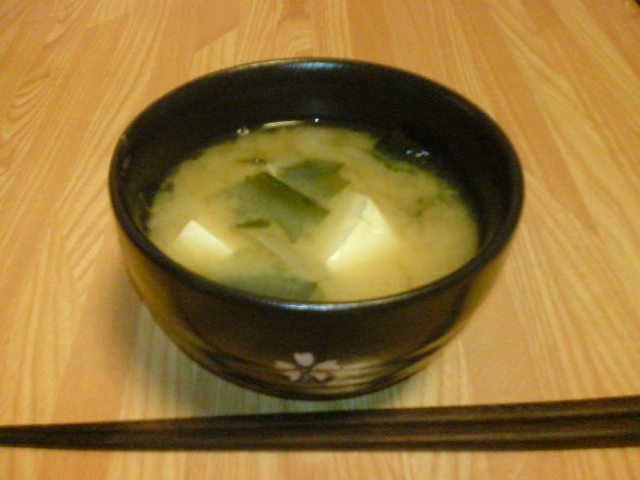
Zupa miso
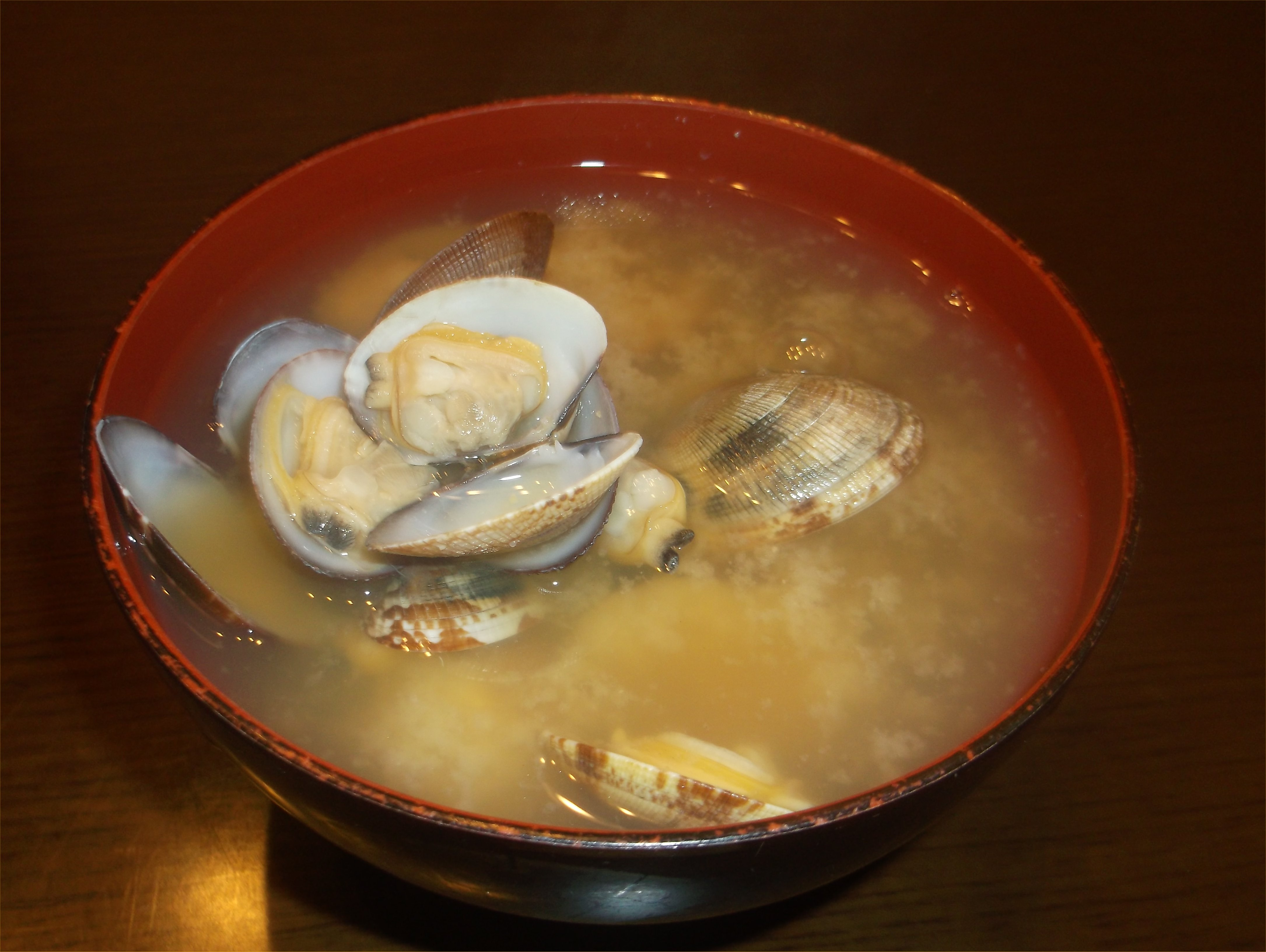
Zupa miso z małżami asari (Ruditapes philippinarum)
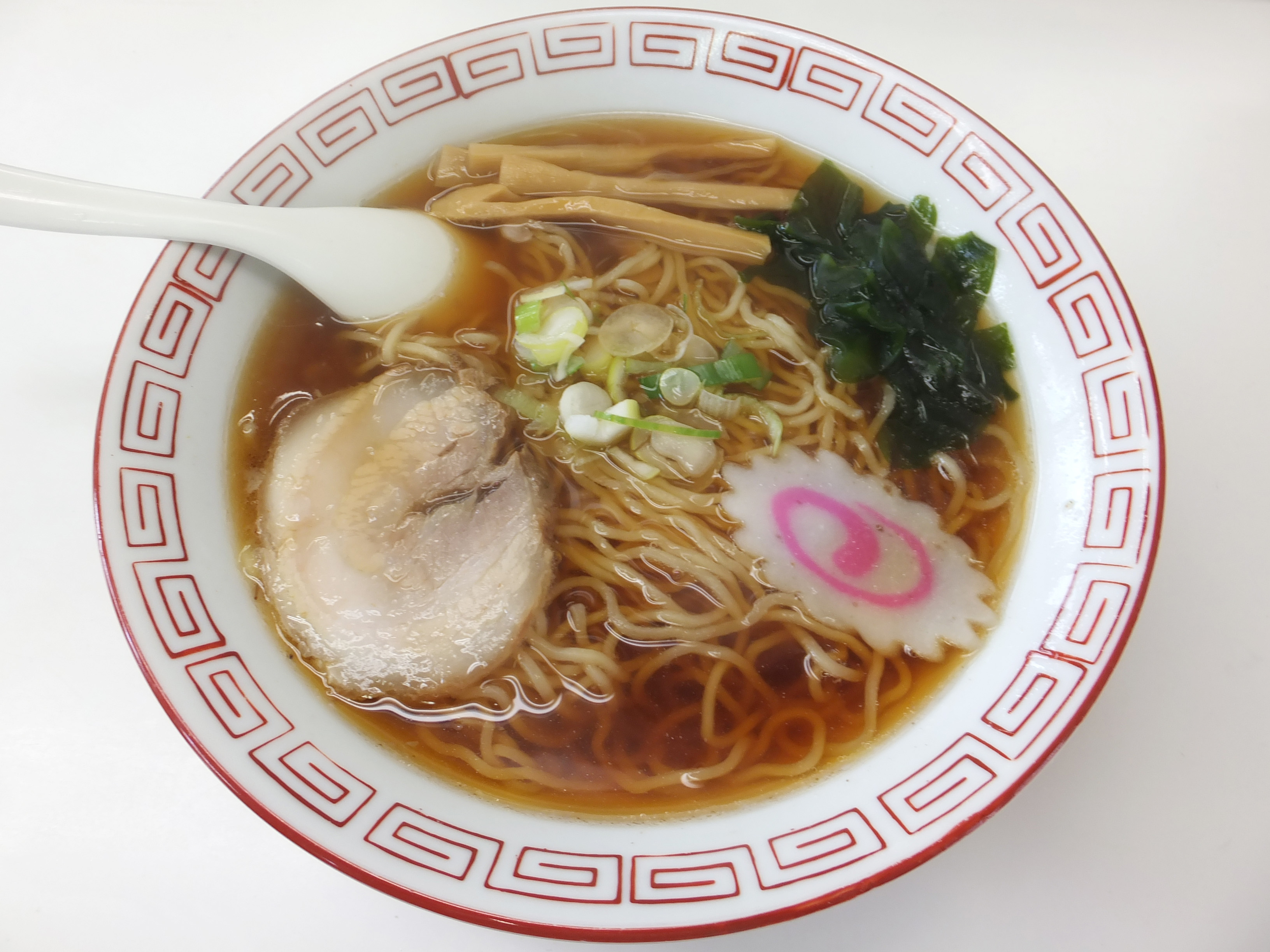
Shōyu-rāmen
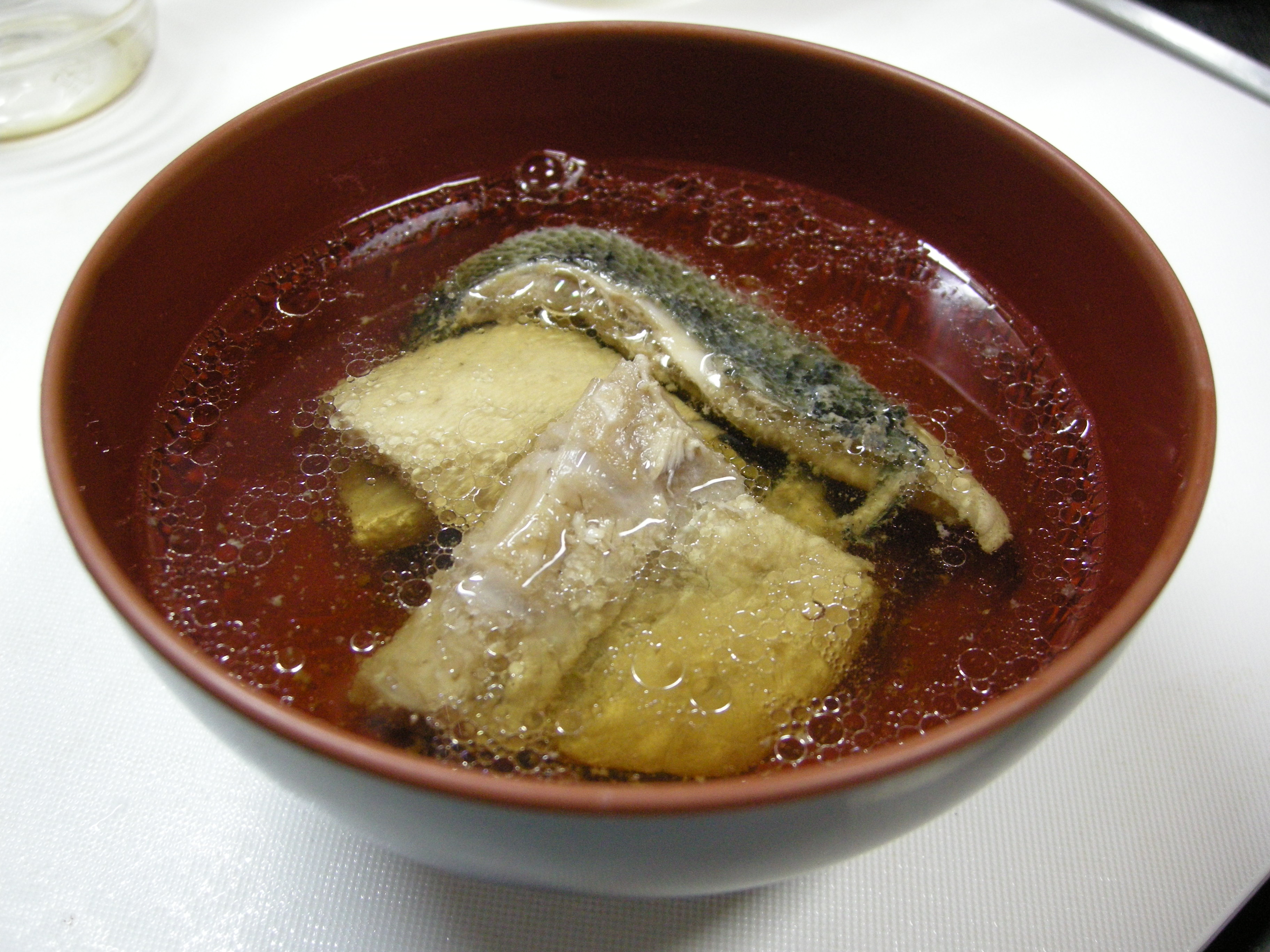
Suimono z rybą buri (Seriola quinqueradiata)